# Scopoli's pijlstormvogel
Scopoli's pijlstormvogel (Calonectris diomedea) is een vogel uit de familie van de stormvogels en pijlstormvogels (Procellariidae). Deze vogel is genoemd naar de Italiaanse natuuronderzoeker Giovanni Antonio Scopoli die deze soort in 1769 heeft beschreven.

## Kenmerken
De Scopoli's pijlstormvogel lijkt erg veel op de Kuhls pijlstormvogel (C. borealis) maar is kleiner en heeft een ander patroon op de ondervleugel.

## Taxonomie
De Scopoli's pijlstormvogel en de Kuhls pijlstormvogel werden eerder tot dezelfde soort gerekend maar zijn gesplitst in afzonderlijke soorten.

## Verspreiding en leefgebied
Deze vogel broedt op eilanden in de Middellandse Zee en in de Golf van Biskaje. Na de broedtijd zwermen ze uit over de Atlantische Oceaan.

## Status
De grootte van de populatie is in 2015 geschat op 285-446 duizend volwassen vogels. Op de Rode lijst van de IUCN heeft deze soort de status niet bedreigd.